# Charles Gunn (friidrottare)
Charles Gunn, född 14 augusti 1885 i St Pancras i Storlondon, död 30 december 1983 i Chichester i West Sussex, var en brittisk friidrottare.
Gunn blev olympisk bronsmedaljör på 10 kilometer gång vid sommarspelen 1920 i Antwerpen.